# Swedish Institute for Standards

Logo

Das Swedish Institute for Standards (SIS), Svenska institutet för standarder auf Schwedisch, ist eines von drei schwedischen Normungsorganen. Es ist Mitglied der internationalen Normungsorganisationen ISO und CEN und handelt im Auftrag des Schwedischen Normungsrates (Sveriges standardiseringsråd, SSR).
Das Institut ist ein gemeinnütziger Verein. Es zählte 2015 ungefähr 1.700 Mitglieder (Unternehmen und Organisationen) und erzielte einem Umsatz von etwa 262 Millionen SEK (~27 Millionen Euro). Es hat zwei Tochterunternehmen, SIS Förlag AB, das Informationen über Standards publiziert und verkauft, und SIS Forum AB, das Ausbildung und Beratung im Bereich Normung anbietet.